# 粵贛方言
粵贛方言、粵客贛方言是一個在1990年代出現的新名詞，用來指一個現時粵語、客家語及贛語的超集。
目前「粵贛方言」的理論尚未得到漢語研究主流的認同。

## 共同性
粵、客、贛三者主要沒有濁輔音（這與湘、吳、閩不同，但贛語、粵語部分方言仍保留有濁輔音），且入聲韻尾保留得比較完整（只有部分閩語入聲韻尾有分別），聲調亦比較多。

### 輔音共性
- 非組聲母大部份輕唇化。
- 曉母、匣母和少數溪母的合口字唸零聲母或[w]或[v]，部份則轉為[f]聲母而與非組字混同。
- 知章兩組一般唸塞擦音，很少唸塞音，而且在不少地方保持為顎齦翹舌。
- 大部份的方言的h不跟u拼(惠州型、臺山型和珠海型方音除外)。

### 元音共性
- 蟹、效、咸、山攝不同程度上保持有一二等對立。喉牙音一等的主要元音是[ɔ]，二等的是[a]。
- 果、宕、江三攝的主要元音是[ɔ]，通攝是[u]或[o]。
- 大部份地區[u]介音僅出現在舌根聲母之後(惠州型、台山型和珠海型方音除外)。
- 韻尾大部份保存-m, -p, -t, -k，並有鼻音音節，但相對缺乏鼻化韻。

## 移民聯繫
梅祖麟《南北朝的江東方言和現代方言》指出：“粵語若干字反映的洽狎之別、支與之脂之別，不是直接導源於江東方言，而是間接來自早期贛語。”
郭必之《從虞支兩韻「特字」看粵方言跟古江東方言的聯繫》也指出，梁末曾有大批浙東沿海居民移居福建、廣東，江東方言曾經在嶺南流行過，但現代的粵語並不是由江東方言直接發展下來的，它的前身是由唐宋移民帶去的一種南方官話，這種官話夾雜了江西口音。唐宋難民從江西經珠璣巷進入廣東，他們經濟實力強、文化水平高，語言一下子便成了區內的主流，而原居民的語言則逐漸被淘汰，最後只剩下零碎的痕跡。

## 外部連結
- “客家人”与“客家话”的产生 （页面存档备份，存于）
- 劉鎮發.  [漢語方言的分類標準與「客家話」在漢語方言分類上的問題]. Journal of Chinese Linguistics (中國語言學報). January 2002, 30 (1): 82–96. （原始内容存档于2017-03-05）.

1. ↑  郭必之. . 語言暨語言學. 2004, 5 (3): 606-607  [2023-08-13]. （原始内容存档于2023-08-13）.